# القبع (المقاطرة)

تعديل مصدري - تعديل

القبع هي إحدى قرى عزلة الزعيمة بمديرية المقاطرة التابعة لمحافظة لحج، بلغ تعداد سكانها 261 نسمة حسب تعداد اليمن لعام 2004.